# Platylygus pilosipes
Platylygus pilosipes är en insektsart som beskrevs av Kelton 1970. Platylygus pilosipes ingår i släktet Platylygus och familjen ängsskinnbaggar. Inga underarter finns listade i Catalogue of Life.